# Ryan Ryans
Ryan Ryans (Orlando, Florida; 8 de marzo de 1990) es una actriz pornográfica y modelo erótica estadounidense.

## Biografía
Nació en Florida en marzo de 1990, en una familia de ascendencia alemana. No se sabe mucho de su vida antes de 2014, año en que a sus 24 años debuta como actriz en la industria pornográfica.
El mismo año de su debut, en el mes de abril, fue elegida Pet of the Month de la revista Penthouse.
Como actriz, Ryans se ha caracterizado por sus películas de temática lésbica. Ha participado en producciones de estudios como Evil Angel, Twistys, Hustler, Reality Kings, Girlfriends Films, Penthouse, Brazzers, Digital Sin o Sweetheart Video.
En 2015 recibió sus primeras dos nominaciones en los Premios AVN en las categorías de Artista lésbica del año y Mejor escena de sexo lésbico por There's Only One Ryan Ryans, junto a Aaliyah Love. Así mismo, recibió la nominación en los Premios XBIZ a la Artista lésbica del año.
En 2016 volvía a ser nominada en los Premios AVN en la categoría de Artista lésbica del año, a las que se añadieron una nueva de Mejor escena de sexo lésbico por There's Only One Abigail Mac y a la Mejor escena de sexo lésbico en grupo por Sisterhood, nominada junto a otras actrices como Dani Daniels, Anikka Albrite, Lexi Belle, Mercedes Carrera, Maddy O'Reilly, Ash Hollywood, Ana Foxxx y Keisha Grey.
Ha grabado más de 140 películas como actriz.
Algunos trabajos de su filmografía son Abigail Loves Girls, Fetish Fanatic 14, Finger Lickin Girlfriends 4, Girls Kissing Girls 15, Here Comes the Bride, Sisterly Love 2, The Magnificently Breasted 7 o Wet Lips.

## Premios y nominaciones
| Año  | Ceremonia    | Resultado | Premio                                      | Trabajo                      |
| ---- | ------------ | --------- | ------------------------------------------- | ---------------------------- |
| 2015 | Premios AVN  | Nominada  | Artista lésbica del año                     | —                            |
| 2015 | Premios AVN  | Nominada  | Mejor escena de sexo lésbico                | There's Only One Ryan Ryans  |
| 2015 | Premios AVN  | Nominada  | Premio fan: Actriz revelación más rompedora | —                            |
| 2015 | Premios XBIZ | Nominada  | Artista lésbica del año                     | —                            |
| 2016 | Premios AVN  | Nominada  | Artista lésbica del año                     | —                            |
| 2016 | Premios AVN  | Nominada  | Mejor escena de sexo lésbico                | There’s Only One Abigail Mac |
| 2016 | Premios AVN  | Nominada  | Mejor escena de sexo lésbico en grupo       | Sisterhood                   |
| 2016 | Premios AVN  | Nominada  | Premio fan: Actriz revelación más caliente  | —                            |
| 2016 | Premios XRCO | Nominada  | Mejor artista lésbica                       | —                            |
| 2017 | Premios AVN  | Nominada  | Artista lésbica del año                     | —                            |
| 2017 | Premios AVN  | Nominada  | Mejor escena de sexo lésbico en grupo       | Lick It Good                 |
| 2017 | Premios AVN  | Nominada  | Premio fan: Mejores pechos                  | —                            |
| 2018 | Premios AVN  | Nominada  | Artista lésbica del año                     | —                            |
| 2019 | Premios XBIZ | Nominada  | Artista lésbica del año                     | —                            |